# اهوراها

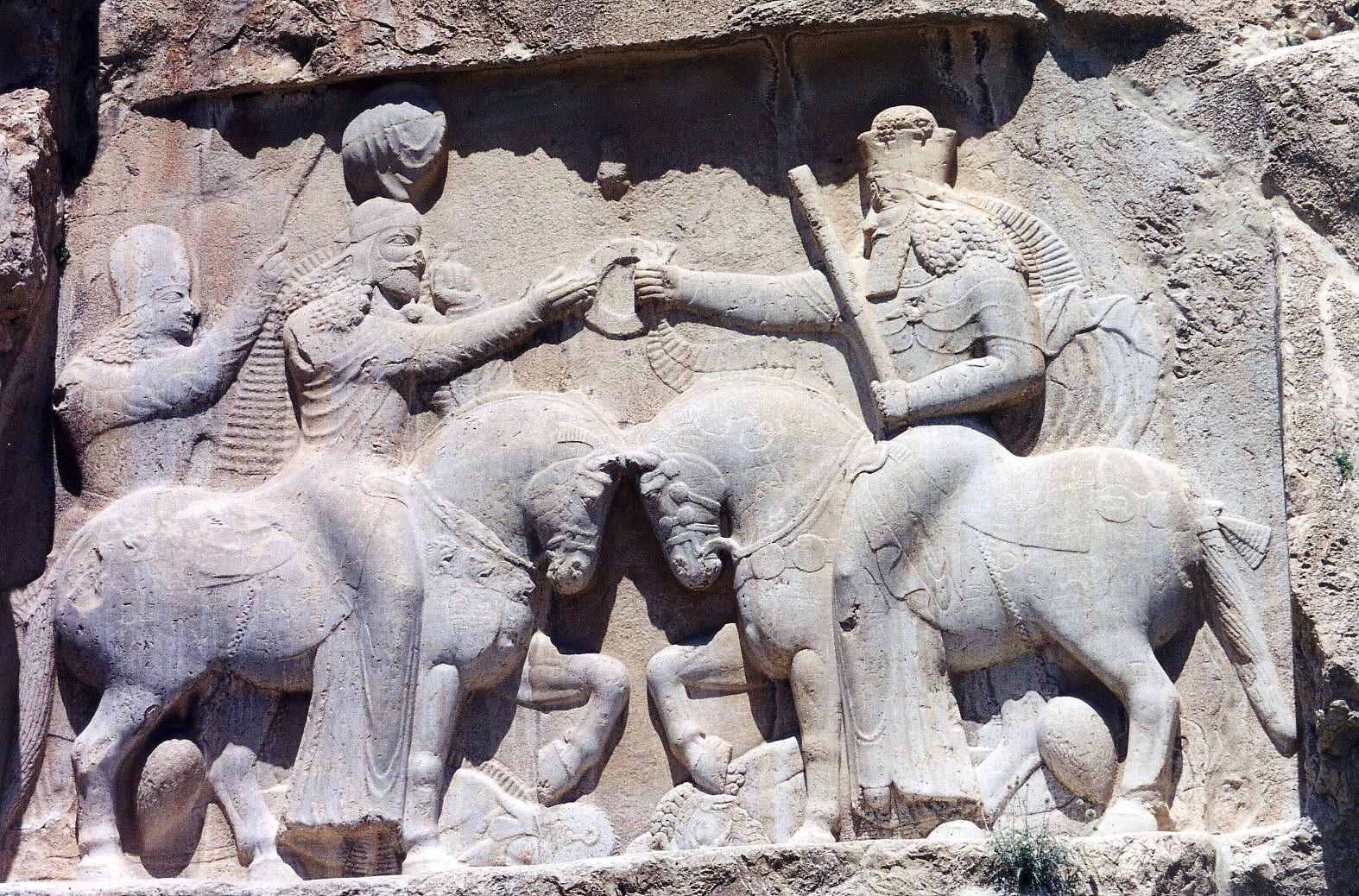
سنگ‌نگاره اهورامزدا و اردشیر بابکان که یکی از زیباترین و سالم‌ترین نقوش بازمانده از دورهٔ ساسانی است، در گوشهٔ شرقی محوطهٔ نقش رستم، بر سینهٔ صخره‌ای تراشیده شده که ۲ متر از سطح زمین، فاصله دارد و دارای ۶٫۶۵ متر پهنا و ۲٫۴۰ متر بلندا است.

اَهوراها نام گروهی از خدایان آریاییان است که در کنار گروه دیگری از خدایان با نام دَیِوه قرار داشتند. در تاریخ دینی آریاییان هر دوی این گروه بر سر تفوق و برتری خود می‌‌‌‌‌‌جنگیدند.
در فرهنگ انگلیسی آکسفورد هم ریشه بودن اسورا با اهورای دین مزدیسنا به رسمیت شناخته شده‌است. در طول زمان پندار شخصیت منفی از اسوراها در ریگ‌ودا تکامل یافته‌است. در متن‌های نخستین ریگ‌ودا ریاست پدیده‌های اخلاقی و اجتماعی به اسوراها نسبت داده شده‌است. به‌طور مثال در متون اولیه وارونا خدای آسمان و آریامن حامی ازدواج است. دیوها ریاست پدیده‌های طبیعی را برعهده دارند و ایندرا رهبری دیوها را عهده‌دار است اما با گذشت زمان در متون مذهبی هندوها جنبه‌های منفی اسوراها توسعه داده شده و از آنها شخصیتی منفور ساختند. 